# Liste der Kulturdenkmäler in Bürdenbach
In der Liste der Kulturdenkmäler in Bürdenbach sind alle Kulturdenkmäler der rheinland-pfälzischen Gemeinde Bürdenbach aufgelistet. Grundlage ist die Denkmalliste des Landes Rheinland-Pfalz (Stand: 4. Mai 2023).

## Einzeldenkmäler
| Bezeichnung | Lage                                      | Baujahr | Beschreibung                                                                                                | Bild                           |
| ----------- | ----------------------------------------- | ------- | --- | ------------------------------ |
| Schulhaus   | Bergstraße 6 Lage                         | um 1910 | ehemalige Schule der Bergarbeitersiedlung Grube Louise, Krüppelwalmdachbau, teilweise verschiefert, um 1910 | weitere Bilder Fotos hochladen |
| Denkmal     | Bruchermühle, südlich der Wiedbrücke Lage | 1852    | Findling mit gusseiserner Inschrifttafel, 1852                                                              | weitere Bilder Fotos hochladen |